# 花畑村
花畑村（はなはたむら）とは、1889年（明治22年）5月1日から1932年（昭和7年）10月1日まで存在した東京府南足立郡の村。
現在の花畑、南花畑、神明、神明南、六木、谷中、加平、北加平町、西加平、青井四丁目に相当する。

## 概要
東京府南足立郡の北東部に位置する。東を中川、南を毛長川と垳川に囲まれた村。江戸時代に開削された綾瀬川が村域を東西に分断するように南北に貫流していた。

## 村名の由来
花畑村を構成した花又村に由来。

## 歴史

### 年表
- 1889年（明治22年）5月1日 - 市制町村制の施行により花又村、久左衛門新田、長左衛門新田、六ツ木村、嘉兵衛新田、久右衛門新田、辰沼新田、内匠新田の8か村を合併統合し花畑村が発足。
- 1891年（明治24年）4月1日 - 飛地を渕江村に編入
- 1931年（昭和6年） - 花畑運河開削工事完了。
- 1932年（昭和7年）10月1日 - 千住町、西新井町、梅島町、舎人村、渕江村、伊興村、江北村、綾瀬村、東渕江村とともに東京市へ編入され足立区となる。

## 地域の歴史
| 明治22年以前       | 明治22年5月1日 - 昭和6年 | 昭和7年 - 昭和17年 | 昭和18年 - 現在 | 現在   |
| ------------------ | ------------------------ | ------------------ | --------------- | ------ |
| 足立郡花又村       | 南足立郡花畑村           | 東京市足立区       | 東京都足立区    | 足立区 |
| 足立郡久左衛門新田 | 南足立郡花畑村           | 東京市足立区       | 東京都足立区    | 足立区 |
| 足立郡長左衛門新田 | 南足立郡花畑村           | 東京市足立区       | 東京都足立区    | 足立区 |
| 足立郡六ツ木村     | 南足立郡花畑村           | 東京市足立区       | 東京都足立区    | 足立区 |
| 足立郡嘉兵衛新田   | 南足立郡花畑村           | 東京市足立区       | 東京都足立区    | 足立区 |
| 足立郡久右衛門新田 | 南足立郡花畑村           | 東京市足立区       | 東京都足立区    | 足立区 |
| 足立郡辰沼新田     | 南足立郡花畑村           | 東京市足立区       | 東京都足立区    | 足立区 |
| 足立郡内匠新田     | 南足立郡花畑村           | 東京市足立区       | 東京都足立区    | 足立区 |